# Mikel Dufrenne
Mikel Louis Dufrenne, född 9 februari 1910 i Clermont, Oise, död 10 juni 1995 i Paris, var en fransk filosof, specialiserad på estetik.
Dufrenne var elev till Alain (Émile-Auguste Chartier) vid gymnasieskolan Lycée Henri-IV och han gick därifrån vidare till École normale supérieure. Under andra världskriget var han fånge i Tyskland och i lägret studerade han tillsammans med Paul Ricœur Karl Jaspers filosofi. 1953 lade han fram en avhandling om den estetiska upplevelsens fenomenologi och från detta år undervisade han vid universitetet i Poitiers. Han deltog också i grundandet av universitetet i Nanterre, där han undervisade mellan 1964 och 1974 på filosofiska institutionen.
I sitt tänkande influerades Dufrenne främst av Edmund Husserls fenomenologi och Friedrich von Schellings idealism, men även av psykoanalys och lingvistik samt av tänkare som Theodor Adorno och Georg Lukács. Den fråga han främst intresserat sig för är "vad är konst?". Han skrev även om ateism.